# Ephysteris
Ephysteris é um gênero de traça pertencente à família Agonoxenidae.